# Championnat du monde de badminton par équipes masculines 1986
Navigation
Kuala Lumpur 1984 Kuala Lumpur 1988
La 14e édition du championnat du monde de badminton par équipes masculines, appelé également Thomas Cup a lieu en mai 1986 à Jakarta en Indonésie.

## Format de la compétition
38 nations participent à la Thomas Cup. À l'issue d'une phase de qualifications, 7 équipes accèdent à la phase finale où elles sont rejointes par le tenant du titre qui est également le pays organisateur et qui est qualifié d'office.
Les 8 nations participantes sont placées dans 2 groupes de 4 équipes, où chacune rencontre les 3 autres. Les deux premiers se qualifient pour des demi-finales croisées.
Chaque rencontre se joue en 5 matches : 3 simples et 2 doubles qui peuvent être joués dans n'importe quel ordre (accord entre les équipes).

## Qualifications
- Qualifié pour la phase finale

| Groupe A         | Groupe A | Groupe A         |
| ---------------- | -------- | ---------------- |
| Corée du Sud     | 5-0      | Canada           |
| Corée du Sud     | 5-0      | Mexique          |
| Corée du Sud     | 4-1      | États-Unis       |
| Canada           | 5-0      | Mexique          |
| Canada           | 5-0      | États-Unis       |
| États-Unis       | 5-0      | Mexique          |
| Groupe B         |          |                  |
| Japon            | 4-1      | Taipei chinois   |
| Japon            | 5-0      | Jamaïque         |
| Japon            | 5-0      | Pérou            |
| Japon            | 5-0      | Nouvelle-Zélande |
| Nouvelle-Zélande | 3-2      | Taipei chinois   |
| Nouvelle-Zélande | 4-1      | Pérou            |
| Nouvelle-Zélande | 5-0      | Jamaïque         |
| Taipei chinois   | 4-1      | Pérou            |
| Taipei chinois   | 5-0      | Jamaïque         |
| Pérou            | 5-0      | Jamaïque         |
| Demi-finales     |          |                  |
| Corée du Sud     | 5-0      | Nouvelle-Zélande |
| Japon            | 4-1      | Canada           |
| Troisième place  |          |                  |
| Canada           | 3-2      | Nouvelle-Zélande |
| Finale           |          |                  |
| Corée du Sud     | 4-1      | Japon            |

| Groupe A             | Groupe A | Groupe A             |
| -------------------- | -------- | -------------------- |
| Danemark             | 5-0      | Allemagne de l'Ouest |
| Danemark             | 5-0      | Maurice              |
| Danemark             | 5-0      | Belgique             |
| Allemagne de l'Ouest | 5-0      | Maurice              |
| Allemagne de l'Ouest | 5-0      | Belgique             |
| Belgique             | 5-0      | Maurice              |
| Groupe B             |          |                      |
| Suède                | 5-0      | Autriche             |
| Suède                | 5-0      | Zambie               |
| Suède                | 5-0      | France               |
| Suède                | 5-0      | Islande              |
| Autriche             | 5-0      | Zambie               |
| Autriche             | 5-0      | France               |
| Autriche             | 4-1      | Islande              |
| Islande              | 5-0      | Zambie               |
| Islande              | 5-0      | France               |
| France               | 5-0      | Zambie               |
| Groupe C             |          |                      |
| Écosse               | 3-2      | Pays-Bas             |
| Écosse               | 5-0      | Mozambique           |
| Écosse               | 5-0      | Irlande              |
| Écosse               | 5-0      | Suisse               |
| Pays-Bas             | 5-0      | Mozambique           |
| Pays-Bas             | 5-0      | Irlande              |
| Pays-Bas             | 5-0      | Suisse               |
| Suisse               | 5-0      | Mozambique           |
| Suisse               | 4-1      | Irlande              |
| Irlande              | 5-0      | Mozambique           |
| Groupe D             |          |                      |
| Angleterre           | 4-1      | Pays de Galles       |
| Angleterre           | 5-0      | Norvège              |
| Angleterre           | 5-0      | Finlande             |
| Pays de Galles       | 5-0      | Norvège              |
| Pays de Galles       | 4-1      | Finlande             |
| Finlande             | 4-1      | Norvège              |
| Demi-finales         |          |                      |
| Danemark             | 5-0      | Suède                |
| Angleterre           | 4-1      | Écosse               |
| Troisième place      |          |                      |
| Suède                | 4-1      | Écosse               |
| Finale               |          |                      |
| Danemark             | 5-0      | Angleterre           |

| Groupe A        | Groupe A | Groupe A  |
| --------------- | -------- | --------- |
| Chine           | 5-0      | Pakistan  |
| Chine           | 5-0      | Hong Kong |
| Pakistan        | 1-4      | Hong Kong |
| Groupe B        |          |           |
| Thaïlande       | 5-0      | Sri Lanka |
| Thaïlande       | 5-0      | Népal     |
| Thaïlande       | 4-1      | Singapour |
| Thaïlande       | 3-2      | Inde      |
| Singapour       | 3-2      | Inde      |
| Singapour       | 4-1      | Népal     |
| Singapour       | 4-1      | Sri Lanka |
| Inde            | 5-0      | Sri Lanka |
| Inde            | 5-0      | Népal     |
| Sri Lanka       | 3-2      | Népal     |
| Groupe C        |          |           |
| Malaisie        | 5-0      | Brunei    |
| Malaisie        | 5-0      | Australie |
| Australie       | 5-0      | Brunei    |
| Demi-finales    |          |           |
| Chine           | 5-0      | Singapour |
| Malaisie        | 4-1      | Thaïlande |
| Troisième place |          |           |
| Singapour       | 3-2      | Thaïlande |
| Finale          |          |           |
| Chine           | 4-1      | Malaisie  |

## Tournoi final

### Pays participants
| Confédération   | Pays                      |
| --------------- | ------------------------- |
| Asie            | Chine Malaisie Singapour  |
| Europe          | Angleterre Danemark Suède |
| Amériques       | Corée du Sud              |
| Tenant du titre | Indonésie                 |
| Pays hôte       | Indonésie                 |

### Phase de groupes

#### Groupe A
| Équipe       | J | G | P |
| ------------ | - | - | - |
| Indonésie    | 3 | 3 | 0 |
| Danemark     | 3 | 2 | 1 |
| Corée du Sud | 3 | 1 | 2 |
| Suède        | 3 | 0 | 3 |

| Résultats    | Résultats | Résultats    |
| ------------ | --------- | ------------ |
| Indonésie    | 5-0       | Suède        |
| Danemark     | 3-2       | Corée du Sud |
| Indonésie    | 4-1       | Corée du Sud |
| Danemark     | 4-1       | Suède        |
| Indonésie    | 4-1       | Danemark     |
| Corée du Sud | 4-1       | Suède        |

#### Groupe B
| Équipe     | J | G | P |
| ---------- | - | - | - |
| Chine      | 3 | 3 | 0 |
| Malaisie   | 3 | 2 | 1 |
| Angleterre | 3 | 1 | 2 |
| Singapour  | 3 | 0 | 3 |

| Résultats  | Résultats | Résultats  |
| ---------- | --------- | ---------- |
| Chine      | 5-0       | Singapour  |
| Malaisie   | 4-1       | Angleterre |
| Chine      | 5-0       | Angleterre |
| Malaisie   | 5-0       | Singapour  |
| Chine      | 4-1       | Malaisie   |
| Angleterre | 4-1       | Singapour  |

### Phase finale

#### Tableau
|  | Demi-finales | Demi-finales |                        |   | Finale | Finale |
|  | Demi-finales | Demi-finales |                        |   | Finale | Finale |
|  |              |              |                        |   |        |        |
|  |              |              |                        |   |        |        |
|  |              |              |                        |   |        |        |
|  | Danemark     | 1            |                        |   |        |        |
|  | Danemark     | 1            |                        |   |        |        |
|  | Chine        | 4            |                        |   |        |        |
|  | Chine        | 4            | Chine                  | 3 |        |        |
|  |              |              | Chine                  | 3 |        |        |
|  |              | Indonésie    | 2                      |   |        |        |
|  | Malaisie     | Indonésie    | 2                      | 1 |        |        |
|  | Malaisie     |              |                        | 1 |        |        |
|  | Indonésie    | 4            |                        |   |        |        |
|  | Indonésie    | 4            | Match pour la 3e place |   |        |        |
|  |              |              |                        |   |        |        |
|  |              |              |                        |   |        |        |
|  |              |              |                        |   |        |        |
|  | Danemark     | 2            |                        |   |        |        |
|  | Danemark     | 2            |                        |   |        |        |
|  | Malaisie     | 3            |                        |   |        |        |
|  | Malaisie     | 3            |                        |   |        |        |

#### Finale
| mai 1986 | Chine                     | 3 - 2 | Indonésie                      | Score             |
| -------- | ------------------------- | ----- | ------------------------------ | ----------------- |
| SH       | Yang Yang                 | 1-0   | Icuk Sugiarto                  | 15-7, 15-1        |
| SH       | Ding Qiqing               | 0-1   | Lius Pongoh                    | 12-15, 15-1, 1-15 |
| SH       | Xiong Guobao              | 1-0   | Liem Swie King                 | 15-13, 15-13      |
| DH       | Zhang Qiang / Zhou Jincan | 0-1   | Christian Hadinata / Hadibowo  | 13-15, 8-15       |
| DH       | Tian Bingyi / Li Yongbo   | 1-0   | Liem Swie King / Bobby Ertanto | 15-12, 15-9       |